# Vương triều thứ Ba của Ai Cập

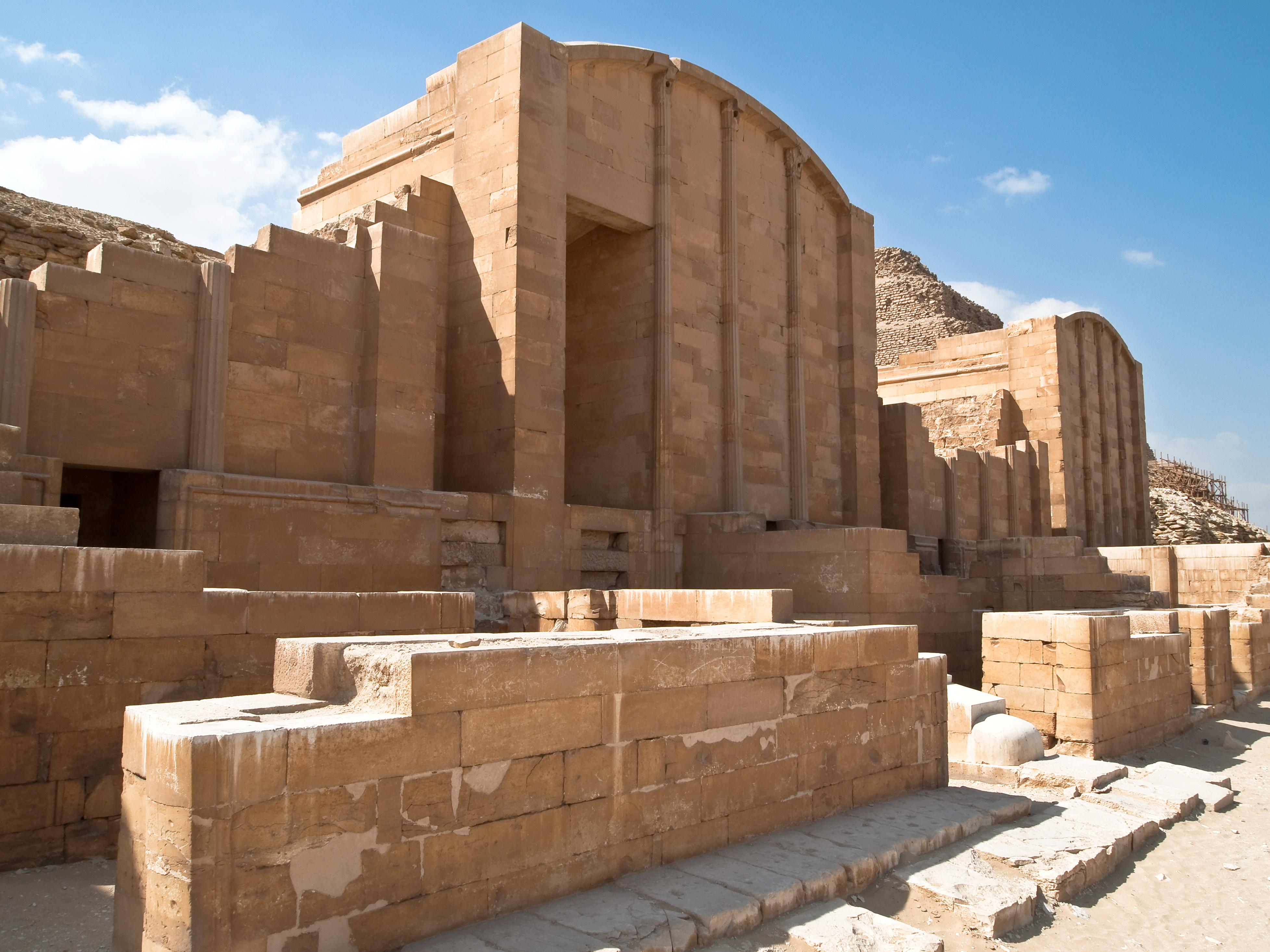
Ngôi đền tang lễ cổ đại của Djoser, ở Saqqara

Vương triều thứ Ba của Ai Cập cổ đại là triều đại thứ ba của lịch sử Ai Cập cổ đại và là vương triều đầu tiên của Thời kỳ Cổ Vương quốc. Các vương triều khác của thời kỳ Cổ Vương quốc là Vương triều thứ Tư, thứ Năm và thứ Sáu. Kinh đô của vương quốc trong thời kỳ này nằm ở Memphis, Ai Cập ngày nay.

## Tổng quan
Sau khi kết thúc một thời kỳ hỗn loạn diễn ra vào cuối vương triều thứ hai mà có thể là một cuộc nội chiến, Ai Cập đã nằm dưới sự cai trị của vua Djoser và điều này đã đánh dấu sự khởi đầu của Vương triều thứ Ba. Cả hai bản Danh sách Vua Turin và Danh sách Vua Abydos đều ghi lại tên của năm vị vua, trong khi Tấm bảng Saqqara chỉ ghi lại bốn vị vua.
Cụ thể ta có:
- Danh sách vua Turin ghi năm vị vua đó là: Nebka, Djoser, Djoserti, Hudjefa I và Huni.
- Danh sách vua Abydos cũng ghi năm vị vua lần lượt là: Nebka, Djoser, Teti, Sedjes, và Neferkare.
- Bảng ghi chép Saqqara ghi bốn vị vua: Djoser, Djoserteti, Nebkare và Huni.

Những bằng chứng khảo cổ học cho thấy rằng Khasekhemwy, vị vua cuối cùng của Vương triều thứ Hai, đã được kế vị bởi vua Djoser. Còn người đã kế vị vua Djoser là Sekhemkhet, ông ta có tên nebty là Djeserty. Vị vua cuối cùng của vương triều này là Huni. Ngoài ra có ba tên Horus được cho là thuộc về các vị vua của Vương triều thứ Ba: Sanakht, Khaba và có lẽ là Qahedjet. Một trong ba cái tên này một vị có tên nebty là Nebka.
Niên đại của vương triều thứ ba cũng là một chủ đề của các cuộc tranh luận. Shaw cho rằng niên đại của nó là từ khoảng năm 2686 đến năm 2613 TCN. Danh sách vua Turin ghi lại rằng vương triều thứ ba kéo dài tổng cộng 75 năm. Baines và Malek đã xác định vương triều thứ ba kéo dài trong khoảng từ năm 2650 - 2575 TCN, trong khi Dodson và Hilton xác định vương triều này là từ năm 2584 - 2520 TCN. Một nghiên cứu bằng carbon phóng xạ được thực hiện vào năm 2010 cho thấy triều đại của Djoser có niên đại nằm trong giai đoạn khoảng từ năm 2691 đến năm 2625 TCN.

## Cai trị
Các pharaon của vương triều thứ Ba cai trị xấp xỉ khoảng 75 năm. Thứ tự của các vị vua được sắp xếp trong bảng dưới đây là dựa theo nhà Ai Cập học Wilkinson. Năm cai trị chính xác của các vua đều không rõ, chỉ được tính tổng thời gian trị vì. Triều đại của họ chỉ kéo dài có 64 năm.
| Tên Ngai                      | Tên cá nhân | Tổng số năm trị vì | Nơi chôn cất                     | Vợ                      |
| ----------------------------- | ----------- | ------------------ | -------------------------------- | ----------------------- |
| Netjerikhet                   | Djoser      | 19                 | Saqqara                          | Hetephernebti           |
| Sekhemkhet                    | Djoserty    | 6                  | Kim tự tháp bị chôn vùi          | Djeseretnebti           |
| Sanakht                       | Nebka       | 9                  | Abydos ?                         |                         |
| Khaba                         | Teti        | 6                  | Zawyet el'Aryan: Kim tự tháp lớp |                         |
| Chưa rõ, có thể là Qahedjet ? | Huni        | 24                 | Meidum ?                         | Djefatnebti Meresankh I |

Trong khi Manetho ghi lại vị vua tên là Necherophes, và danh sách vua Turin ghi tên của Nebka (hay Sanakht), là vị pharaon đầu tiên của vương triều thứ ba, nhiều nhà Ai Cập học ngày nay tin rằng Djoser mới là vị vua đầu tiên của vương triều này, họ đã căn cứ vào thứ tự một số vị tiên vương của Khufu được đề cập đến trong cuộn giấy cói Westcar để suy luận rằng triều đại của Nebka nên được đặt vào giai đoạn nằm giữa triều đại của Djoser và Huni, chứ không phải là trước Djoser. Quan trọng hơn, những con dấu với tên của Djoser đã được tìm thấy tại lối vào ngôi mộ của Khasekhemwy ở Abydos, điều này chứng tỏ rằng chính Djoser chứ không phải là Sanakht mới là người đã chôn cất và kế vị Khasekhemwy. Trong bản danh sách vua Turin, tên của Djoser được viết bằng mực đỏ, điều này cho thấy người Ai Cập cổ đại đã ghi nhận tầm quan trọng lịch sử của vị vua này trong văn hoá của họ. Trong bất kỳ hoàn cảnh nào, Djoser cũng là vị vua nổi tiếng nhất của vương triều này, bởi vì ông đã ra lệng cho vị tể tướng Imhotep xây dựng kim tự tháp đầu tiên đó là Kim tự tháp bậc thang.